# Ngọc Tố
Ngọc Tố là một xã thuộc thành phố Cần Thơ, Việt Nam.

## Địa lý
Xã Ngọc Tố có vị trí địa lý:
- Phía đông giáp xã Thạnh Thới An
- Phía tây giáp xã Hòa Tú và xã Nhu Gia
- Phía nam giáp phường Khánh Hòa
- Phía bắc giáp phường Mỹ Xuyên.

Xã Ngọc Tố có diện tích 112,53 km², dân số năm 2024 là 47.207 người, mật độ dân số đạt 419 người/km².

## Lịch sử
Địa danh Tham Đôn có nguồn gốc tiếng Khmer là Kompong Đôn (có nghĩa là "bến dừa" hoặc "vũng dừa"), sau được Việt hóa thành Tham Đôn cho dễ gọi, song không có nghĩa gì.
Ngày 20 tháng 9 năm 1975, Bộ Chính trị ban hành Nghị quyết số 245-NQ/TW về việc hợp nhất tỉnh Cần Thơ (ngoại trừ huyện Thốt Nốt), tỉnh Sóc Trăng, tỉnh Trà Vinh, tỉnh Vĩnh Long thành một tỉnh, tên gọi tỉnh mới cùng với nơi đặt tỉnh lỵ sẽ do địa phương đề nghị lên.
Ngày 20 tháng 12 năm 1975, Bộ Chính trị ban hành Nghị quyết số 19/NQ về việc hợp nhất tỉnh Cần Thơ (bao gồm cả huyện Thốt Nốt của tỉnh Long Xuyên), tỉnh Sóc Trăng thành một tỉnh mới, tên gọi tỉnh mới cùng với nơi đặt tỉnh lỵ sẽ do địa phương đề nghị lên.
Ngày 24 tháng 2 năm 1976, Chính phủ Cách mạng lâm thời Cộng hòa miền Nam Việt Nam ban hành Nghị định số 3/NQ/1976 về việc hợp nhất tỉnh Cần Thơ, tỉnh Sóc Trăng và thành phố Cần Thơ thành một tỉnh mới, lấy tên là tỉnh Hậu Giang.
Ngày 7 tháng 7 năm 1982, Hội đồng Bộ trưởng ban hành Quyết định số 111-HĐBT về việc:
- Chia xã Ngọc Tố thuộc huyện Mỹ Xuyên thành 3 xã: Ngọc Anh, Ngọc Đông, Ngọc Tố.
- Chia xã Tham Đôn thuộc huyện Mỹ Xuyên thành xã Tham Đôn 1 và xã Tham Đôn 2.

Ngày 16 tháng 9 năm 1989, Hội đồng Bộ trưởng ban hành Quyết định số 128-HĐBT về việc:
- Sáp nhập xã Ngọc Anh vào xã Ngọc Đông và xã Ngọc Tố.
- Thành lập xã Tham Đôn trên cơ sở xã Tham Đôn 1 và xã Tham Đôn 2.

Sau khi phân vạch địa giới hành chính:
- Xã Ngọc Tố có 2.856,31 ha diện tích tự nhiên và 5.521 nhân khẩu.
- Xã Ngọc Đông có 3.269,55 ha diện tích tự nhiên và 7.896 nhân khẩu.
- Xã Tham Đôn có 4.419,43 ha diện tích tự nhiên và 11.254 nhân khẩu.[9]

Ngày 26 tháng 12 năm 1991, Quốc hội ban hành Nghị quyết về việc chia tỉnh Hậu Giang thành tỉnh Cần Thơ và tỉnh Sóc Trăng.
Ngày 26 tháng 11 năm 2003, Quốc hội ban hành Nghị quyết số 22/2003/QH11 về việc chia tỉnh Cần Thơ thành thành phố Cần Thơ trực thuộc trung ương và tỉnh Hậu Giang.
Ngày 23 tháng 12 năm 2009, Chính phủ ban hành Nghị quyết số 64/NQ-CP về việc:
- Thành lập huyện Trần Đề thuộc tỉnh Sóc Trăng.
- Các xã Ngọc Đông, Ngọc Tố, Tham Đôn thuộc huyện Mỹ Xuyên.

Tính đến ngày 31/12/2024:
- Xã Ngọc Đông có 7 ấp: Hòa Đặng, Hòa Hinh, Hòa Lời, Hòa Thọ, Hòa Thượng, Huỳnh Công Đê, Lê Văn Xe.
- Xã Ngọc Tố có 9 ấp: Cổ Cò, Hòa Đại, Hòa Lý, Hòa Muôn, Hòa Tần, Lương Văn Hoàng, Lương Văn Huỳnh, Nguyễn Văn Mận, Trần Minh Quyền.
- Xã Tham Đôn có 14 ấp: Bưng Chụm, Cần Giờ I, Cần Giờ II, Dù Tho, Giồng Có, Phônôcambôth (Phô Nô Cam Bôth), Sô La I, Sô La II, Sông Cái I, Sông Cái II, Tắc Giồng, Trà Mẹt, Trà Bết, Vũng Đùng.

Ngày 12 tháng 6 năm 2025, Quốc hội ban hành Nghị quyết số 202/2025/QH15 về việc sắp xếp đơn vị hành chính cấp tỉnh (nghị quyết có hiệu lực từ ngày 12 tháng 6 năm 2025). Theo đó, sáp nhập tỉnh Hậu Giang và tỉnh Sóc Trăng vào thành phố Cần Thơ.
Ngày 16 tháng 6 năm 2025, Ủy ban Thường vụ Quốc hội ban hành Nghị quyết số 1668/NQ-UBTVQH15 về việc sắp xếp các đơn vị hành chính cấp xã của thành phố Cần Thơ năm 2025 (nghị quyết có hiệu lực từ ngày 16 tháng 6 năm 2025). Theo đó, sáp nhập toàn bộ 35,51 km² diện tích tự nhiên, quy mô dân số là 13.182 người của xã Ngọc Đông và toàn bộ 49,25 km² diện tích tự nhiên, quy mô dân số là 21.907 người của xã Tham Đôn vào toàn bộ 27,77 km² diện tích tự nhiên, quy mô dân số là 12.118 người của xã Ngọc Tố thuộc huyện Mỹ Xuyên, tỉnh Sóc Trăng.
Xã Ngọc Tố có 112,53 km² diện tích tự nhiên và quy mô dân số là 47.207 người.